# غوهركلا (مقاطعة كلاردشت)
غوهركلا (بالفارسية: گوهرکلا) هي قرية تقع في قسم بيرون‌بشم الريفي (مقاطعة كلاردشت) في إيران. يقدر عدد سكانها بـ 194 نسمة بحسب إحصاء 2016.